# Чащина (Байкаловский район)
Чащина — деревня в Байкаловском районе Свердловской области. Входит в состав Байкаловского сельского поселения. Управляется Байкаловским сельским советом.

## География
Деревня Чащина расположена на левом берегу реки Елинки, в 4 километрах на юго-восток от районного центра — села Байкалова.

### Часовой пояс
Чащина, как и вся Свердловская область, находится в часовой зоне МСК+2. Смещение применяемого времени относительно UTC составляет +5:00.

## Население
| 2002 | 2010 | 2021 |
| ---- | ---- | ---- |
| 63   | ↘46  | ↘32  |

Структура
По данным переписи населения 2002 года, национальный состав деревни Чащиной следующий: русские — 96 %, мордва — 3 %. По данным переписи 2010 года, в деревне проживали 22 мужчины и 24 женщины.

## Инфраструктура
В деревне Чащиной две улицы: Ленина и Мира.

## Известные уроженцы
- Чащин, Сергей Фёдорович - Герой Социалистического Труда (1950)